# 513 (szám)
Az 513 (római számmal: DXIII) egy természetes szám.

## A szám a matematikában
A tízes számrendszerbeli 513-as a kettes számrendszerben 1000000001, a nyolcas számrendszerben 1001, a tizenhatos számrendszerben 201 alakban írható fel.
Az 513 páratlan szám, összetett szám, kanonikus alakban a 33 · 191 szorzattal, normálalakban az 5,13 · 102 szorzattal írható fel. Nyolc osztója van a természetes számok halmazán, ezek növekvő sorrendben: 1, 3, 9, 19, 27, 57, 171 és 513.
Tizenhatszögszám. Másodfajú Leyland-szám, tehát felírható {\displaystyle x^{y}-y^{x}} alakban.
Az 513 négyzete 263 169, köbe 135 005 697, négyzetgyöke 22,64950, köbgyöke 8,00520, reciproka 0,0019493. Az 513 egység sugarú kör kerülete 3223,27406 egység, területe 826 769,79705 területegység; az 513 egység sugarú gömb térfogata 565 510 541,2 térfogategység.